# Kokieterka
Kokieterka – singel polskiej piosenkarki i raperki Oliwki Brazil. Singel został wydany 16 listopada 2021. Tekst utworu został napisany przez Oliwię Bartosiewicz.
Nagranie otrzymało w Polsce status złotej płyty w 2022 roku.
Singel zdobył ponad 7 milionów wyświetleń w serwisie YouTube (2023) oraz ponad 8 milionów odsłuchań w serwisie Spotify (2023).

## Nagrywanie
Utwór został wyprodukowany przez Kubiego Producenta. Za mix/mastering utworu odpowiada EnZU. Tekst do utworu został napisany przez Oliwię Bartosiewicz.

## Twórcy
- Oliwka Brazil – słowa[1]
- Oliwia Bartosiewicz – tekst[1][2]
- Kubi Producent – produkcja[1]
- EnZU – mix/mastering[1]

## Certyfikaty
| Kraj          | Certyfikat  |
| ------------- | ----------- |
| Polska (ZPAV) | złota płyta |